# Стрибки на батуті

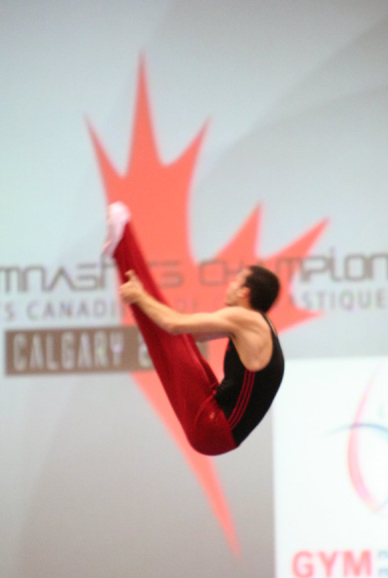
Джейсон Бернетт

Стрибки на батуті — олімпійський вид спорту, в якому гімнасти виконують акробатичні трюки підстрибуючи на батуті.

## Історія
Стрибки на батуті вперше з'явилися в цирку. На думку фахівців, батут винайшов французький цирковий акробат середньовіччя Дю Трамполіне. Припускають, що йому спочатку вдалося створити підкидну дошку (що зараз називається трампліном), а пізніше модернізувати її в підкидну сітку.
Розвиток стрибків на батуті, як виду спорту, належить до 1926 року і пов'язане з ім'ям американців Л. Крісвольда і Г. Ніссена. З 1928 р. Г. Ніссен почав конструювати ці снаряди. У 1939 р. він запатентував значно поліпшену модель батута і організував масове виробництво. Популярність вправ на батуті в США зросла настільки, що вони були включені в програму фізичного виховання шкіл та університетів. Масове захоплення стрибками на батуті призвело до виникнення змагань. Спочатку вони включалися в програму з гімнастики, але незабаром вправи на батуті стали культивуватися і як самостійний вид спорту.
У 1948 році вперше відбулися національні та студентські чемпіонати США зі стрибків на батуті, а в 1953 році стрибки на батуті були включені в програму Панамериканських ігор.
З 1955 року, завдяки імпорту батутів, стрибки на батуті починають розвиватися в Західній Європі. Вже в 1958—1959 роках у Швейцарії, Шотландії, Англії, ФРН та інших країнах були проведені національні першості та створені Федерації стрибків на батуті. Міжнародна федерація гімнастики на конгресі 1959 клопотала про визнання стрибків на батуті як нового виду гімнастичного багатоборства.
У 1960 р. у ФРН робиться перша спроба створення окремих правил для стрибків на батуті. У 1964 році була створена Міжнародна федерація стрибків на батуті і проведений у Лондоні перший чемпіонат світу, який зібрав представників 12 країн. Відтоді регулярно проводяться чемпіонати та першості світу та Європи, а з 1981 року і кубок світу зі стрибків на батуті. З 2000 року стрибки на батуті включені у програму Літніх Олімпійських ігор.